# جوزي كانسيكو
جوزيفين ماري كانسيكو (ولدت في 23 أكتوبر 1995) عارضة أزياء أمريكية من أصل كوبي، اشتهرت بكونها بلاي بوي بلايميت لشهر يونيو 2016. ظهرت في عدة مجلات منها لوف، أحد أسماء العارضات الجدد اللواتي مشين في عرض أزياء فيكتوريا سيكريت 2018، ظهرت على سلسلة الويب عطلة صيفية. 
كمراهقة ظهرت مع والدتها في  مسلسل تلفزيون الواقع الأمريكي هوليوود إكسز عام 2012 على قناة في إتش 1، وشاركت في الموسم الثاني من المسلسل الإلكتروني عطلة صيفية 2 عام 2014. تم اكتشاف كانسيكو مع صديقتها، عارضة الأزياء الكندية شارلوت دي أليسيو، في مهرجان كوتشيلا للموسيقى عندما انتشرت صور لهما، التقطها المصور براينت إسلافا، على نطاق واسع. لقد أجرت اختبار أداء لإصدار ملابس السباحة في مجلة سبورتس إليستريتد لعام 2016 قبل ظهورها مع مجلة بلاي بوي. ظهرت كانسيكو لأول مرة في عرض أزياء فيكتوريا سيكريت لعام 2018. 

## نشأتها
ولدت جوزيفين في 23 أكتوبر 1995، هي ابنة لاعب خط الوسط السابق في دوري البيسبول الأمريكي (MLB) اللاعب البيسبول المخضرم خوسيه كانسيكو وعارضة الأزياء السابق جيسيكا سيكيلي، وهي من بلدة ويستون بولاية فلوريدا، ثم انتقلت بعد ذلك إلى لوس أنجلوس بولاية كاليفورنيا.

## حياتها الشخصية
واعدت شخصية مشهورة على الإنترنت لوجان بول عام 2020. بدأت بمواعدة نجم كرة القدم السابق في فريق تكساس إيه آند إم اللاعب جوني مانزيل في عام 2024.

## روابط خارجية
- جوزي كانسيكو على موقع IMDb (الإنجليزية)